# Otto Bolling
Johan Otto Bolling, född 29 november 1879 i Bredareds socken, död 25 januari 1964 i Uppsala, var en svensk präst.
Otto Bolling var son till lantbrukaren Gustav Olsson. Han blev filosofie kandidat vid Lunds universitet 1900, avlade teoretisk teologisk examen 1902 och prästvigdes 1903. Bolling var reservpastor vid Dalregementet 1905–1911, brukspredikant vid Domnarvets Jernverk 1906–1917, rektor för Borlänge samskola 1908–1914 och blev 1917 tillförordnad och 1921 ordinarie kyrkoherde i Stora Tuna socken. År 1920 blev han kontraktsprost. Bolling blev 1919 ledamot av Västerås stiftsråd, 1922 ordförande i styrelsen för Dalarnes folkhögskola, 1927 inspektor för Falu folkskoleseminarium och presiderade vid Västerås stifts prästmöte 1931. Bolling tillhörde Västerås domkapitel från 1938 och var samma år ledamot av kyrkomötet. Han utgav 1931 Svenskt fromhetsliv av idag.